# Abraxas striata
Abraxas striata är en fjärilsart som beskrevs av Edward Alfred Cockayne 1952. Abraxas striata ingår i släktet Abraxas och familjen mätare. Inga underarter finns listade i Catalogue of Life.